# Presses universitaires de Liège
Les Presses universitaires de Liège (PUL) sont une maison d'édition universitaire belge. Créées en 1970 par l'université de Liège (ULiège) sous le nom d'Éditions de l'Université de Liège, elles ont pris leur nom actuel en 2011. Le nouvel acronyme est à ne pas confondre avec celui des Presses universitaires de Louvain.
Les PUL sont l'intégration de trois entités autrefois distinctes au sein d'ULiège qui sont chargées de l'édition et de la publication scientifique : les Presses agronomiques de Gembloux (PAGx), l’ancienne Bibliothèque de la Faculté de Philosophie et Lettres ainsi que les Éditions de l'ULg. En 2017, les PAGx ont été intégrées sous la forme d'une collection spécifique, la collection « Agronomie ».

## Activités
Auparavant associées à la librairie en ligne de documents scientifiques i6doc, les PUL promeuvent aujourd'hui leurs publications scientifiques sur son site web. Une partie de leurs collections sont disponibles en libre accès sur DOAB et OpenEdition Books.
À noter que l'édition numérique ouverte au sein d'ULiège est principalement effectuée par l'ULiège Library et non par les presses.